# 岡山県道432号大島中新庄線
岡山県道432号大島中新庄線（おかやまけんどう432ごう おおしまなかしんじょうせん）は、岡山県笠岡市から浅口郡里庄町に至る一般県道である。

## 概要
笠岡市大島中から浅口郡里庄町大字新庄に至る。

### 路線データ
- 起点：岡山県笠岡市大島中（岡山県道47号倉敷長浜笠岡線交点）
- 終点：岡山県浅口郡里庄町大字新庄（里庄西交差点、国道2号交点）
- 実延長：3.9 km[注釈 1][1]

## 路線状況

### 重複区間
- 岡山県道406号寄島笠岡線（笠岡市大島中 - 笠岡市西大島）

## 地理

### 通過する自治体
- 岡山県
  - 笠岡市 - 浅口郡里庄町

### 交差する道路
| 交差する道路                         | 市町村名 | 市町村名 | 交差する場所 | 交差する場所        |
| ------------------------------------ | -------- | -------- | ------------ | ------------------- |
| 岡山県道47号倉敷長浜笠岡線           | 笠岡市   | 笠岡市   | 大島中       | 起点                |
| 岡山県道406号寄島笠岡線 重複区間起点 | 笠岡市   | 笠岡市   | 大島中       |                     |
| 岡山県道406号寄島笠岡線 重複区間終点 | 笠岡市   | 笠岡市   | 西大島       |                     |
| 国道2号                              | 浅口郡   | 里庄町   | 大字新庄     | 里庄西交差点 / 終点 |

### 沿線
- 笠岡市立大島中学校（笠岡市大島中）
- 白成稲荷神社（笠岡市大島中）